# اجزای شیمیایی
اجزای شیمیایی (به انگلیسی: chemical composition) هویت، آرایش و نسبت عناصر شیمیایی تشکیل دهندهٔ یک ترکیب را از طریق پیوندهای شیمیایی و اتمی مشخص می‌کند.
از فرمول‌های شیمیایی می‌توان برای توصیف مقادیر نسبی عناصر موجود در یک ترکیب استفاده کرد. به عنوان مثال، فرمول شیمیایی آب H2O است: به این معنی که هر مولکول آب از ۲ اتم هیدروژن (H) و ۱ اتم اکسیژن (O) تشکیل شده‌است. اجزای شیمیایی آب ممکن است به عنوان نسبت ۲:۱ اتم‌های هیدروژن به اتم‌های اکسیژن تفسیر شود. انواع مختلفی از فرمول‌های شیمیایی برای فهماندن اطلاعات اجزا استفاده می‌شوند، مانند فرمول‌های تجربی یا مولکولی.
از روش نامگذاری نه تنها می‌توان برای بیان عناصر موجود در یک ترکیب، بلکه برای نمایش آرایش درون آن مولکول‌ها استفاده کرد. به این صورت، ترکیبات دارای نام‌های منحصر به فردی خواهند شد که می‌تواند اجزای عنصری آن‌ها را توصیف کند.
در زبان فارسی معادل‌های مشابهی برای برخی کلمات تخصصی شیمی استفاده شده‌است. composition  در واقع معنی ترکیب می‌دهد، اما بیشتر به اجزا و عناصر سازندهٔ یک ماده شیمیایی اشاره دارد. و این در حالی است که compound نیز ترکیب و ماده مرکب ترجمه می‌شود.